# Umeå IK
L'Umea IK és un club esportiu suec conegut especialment pel seu equip de futbol femení, creat al 1985. Va ser un dels millors equips de la primera década del segle xxi, arribant entre 2002 i 2008 a cinc finals de la Lliga de Campions, de les que en va guanyar dues. Posteriorment s'ha convertit en un equip de meitat de taula a la Damallsvenskan sueca.

## Palmarès
- 2 Lligues de Campions
  - 02/03 - 03/04
- 7 Lligues de Suècia
  - 2000 - 2001 - 2002 - 2005 - 2006 - 2007 - 2008
- 4 Copes de Suècia
  - 2001 - 2002 - 2003 - 2007

| Edició |                  | 1ª Fase previa ¹  | 2ª Fase previa ¹    | Quarts de final   | Semifinals      | Final            |
| ------ | ---------------- | ----------------- | ------------------- | ----------------- | --------------- | ---------------- |
| 01/02  |                  |                   | Sparta Praga        | Riazan VDV        | HJK Helsinki    | 1.FFC Frankfurt  |
| 02/03  |                  |                   | Sparta Praga        | Toulouse FC       | 1.FFC Frankfurt | Fortuna Hjørring |
| 03/04  |                  |                   | Slavia Praga        | Energiya Voronezh | Brøndby IF      | 1.FFC Frankfurt  |
| 04/05  |                  |                   | Masinac Nis         | Djurgårdens IF    |                 |                  |
| 06/07  |                  |                   | RCD Espanyol        | SV Saestum        | Kolbotn IL      | Arsenal FC       |
| 07/08  |                  |                   | Universitet Vitebsk | Rapide Wezemaal   | Olympique Lió   | 1.FFC Frankfurt  |
| 08/09  |                  |                   | Valur Reykjavík     | Arsenal FC        | Zvezda Perm     |                  |
| Edició | Fase previa ¹    | Setzens de final  | Vuitens de final    | Quarts de final   | Semifinals      | Final            |
| 09/10  |                  | Zhytlobud Kharkiv | FK Rossiyanka       | Montpellier HSC   | Olympique Lió   |                  |
| 10/11  | Apollon Limassol |                   |                     |                   |                 |                  |

- ¹ Fase de grups. Equip classificat pillor possicionat en cas d'eliminació o equip eliminat millor possicionat en cas de classificació.